# Magnadapis
Magnadapis — рід адапіформних приматів, що жили в Європі в пізньому еоцені.